# Плуизи
Плуизи́ (фр. Plouisy, брет. Plouizi) — коммуна во Франции, находится в регионе Бретань. Департамент — Кот-д’Армор. Входит в состав кантона Генган. Округ коммуны — Генган.
Код INSEE коммуны — 22223.

## География
Коммуна расположена приблизительно в 410 км к западу от Парижа, в 125 км северо-западнее Ренна, в 32 км к западу от Сен-Бриё.
Вдоль восточной границы коммуны протекает река Триё (фр. Trieux).

## Население
Население коммуны на 2016 год составляло 1972 человек.
| 1962 | 1968 | 1975 | 1982 | 1990 | 1999 | 2008 | 2016 |
| ---- | ---- | ---- | ---- | ---- | ---- | ---- | ---- |
| 1432 | 1496 | 1417 | 1595 | 1730 | 1756 | 1908 | 1972 |

## Экономика
В 2007 году среди 1280 человек в трудоспособном возрасте (15—64 лет) 871 были экономически активными, 409 — неактивными (показатель активности — 68,0 %, в 1999 году было 70,1 %). Из 871 активных работали 798 человек (435 мужчин и 363 женщины), безработных было 73 (35 мужчин и 38 женщин). Среди 409 неактивных 174 человека были учениками или студентами, 107 — пенсионерами, 128 были неактивными по другим причинам.

## Достопримечательности
- Часовня Сент-Антуан (XVI век). Исторический памятник с 1926 года[3]
- Замок Кернаба (XVI век). Исторический памятник с 1997 года[4]
- Усадьба Керизак (XVI век). Исторический памятник с 1926 года[5]
- Усадьба Рудуру (XVII век). Исторический памятник с 1964 года[6]

## Фотогалерея

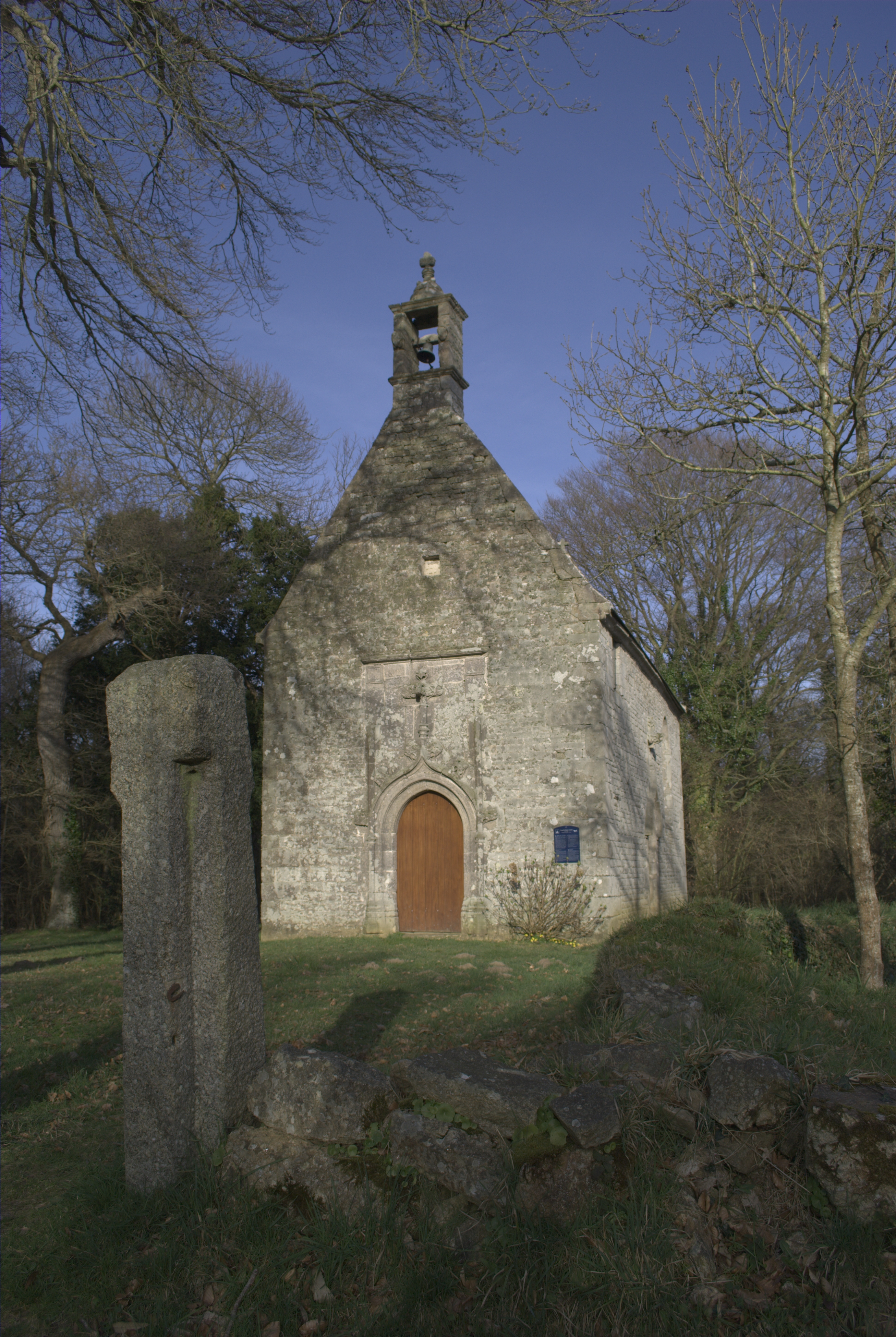
Часовня Сент-Антуан
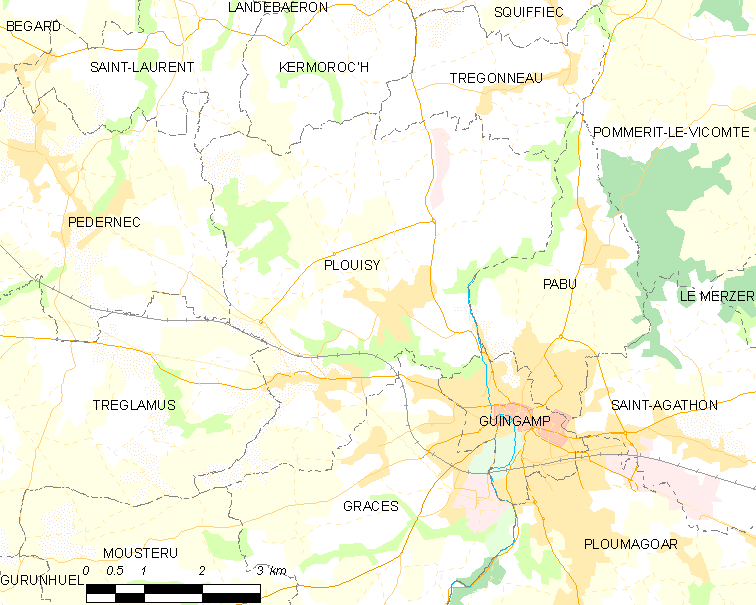
Карта коммуны